# Classe Delta
Le sous-marin nucléaire lanceur d'engins russe de la classe Delta équipant la  marine soviétique puis russe est classifié en quatre types dont l'apparence est relativement semblable mais dont l'équipement diffère. Le code OTAN les regroupe dans la classe Delta, mais le système russe effectue la distinction entre trois types de sous-marins, traitant le Delta II comme une évolution du Delta I.

## Types

### Delta I - Projet 667B « Murena »
Les sous-marins de la classe Delta pouvaient se déployer en patrouilles dans les glaces des mers marginales du littoral arctique soviétique, dans la mer de Norvège et la mer de Barents. Ainsi, contrairement à leurs prédécesseurs, ils n'avaient plus besoin de passer à travers le réseau sonar américain SOSUS pour atteindre leurs cibles potentielles. Pour améliorer la précision de leurs missiles, les sous-marins de la classe Delta I sont équipés de systèmes de navigation Tobol-B et du système de navigation par satellite Cyclone-B.
Après avoir reçu l'autorisation pour le développement de la classe en 1965, le premier Delta-I, le K-279 (en), est commissionné dans la Flotte du Nord le 22 décembre 1972. Un total de 18 sous-marins de cette classe seront construits, tous serviront dans la Marine soviétique, sous la désignation de Projet 667B « Murena ».
En 1991, neuf sous-marins de la classe Delta-I étaient en service actif. Le retrait commencera à partir de 1994, avec le démontage des compartiments des missiles prévu pour 1997. Tous les sous-marins de la classe avaient été retirés du service en 1998 et avaient été démantelés en 2005.

### Delta II - Projet 667BD «Murena-M»
Les sous-marins de la classe Delta-II sont des sous-marins nucléaires lanceurs d'engins conçus pour remédier aux défauts des sous-marins de la classe Delta-I. Les plans sont relativement similaires, cependant la coque est allongée au niveau des 4e et 5e compartiments de 16 mètres pour permettre l'installation de quatre silos de missiles supplémentaires. Les sous-marins ayant ce type de spécification reçurent également des dispositifs supplémentaires pour accroître leur furtivité ses turbines à vapeur sont montées sur des amortisseurs de chocs, ses canalisations et systèmes hydrauliques sont séparés de la coque au moyen d'isolants en caoutchouc et la coque est recouverte de tuiles anéchoïques.
Le code OTAN, Delta-II indique que ces sous-marins présentaient des caractéristiques visibles à l’œil permettant de les distinguer des modèles précédents. La désignation soviétique, projet 667BD « Murena-M » indique que ces sous-marin sont une version améliorée des sous-marins du Projet 667B « Murena ».
Seuls quatre sous-marins seront construits d'après ces spécifications et seront rapidement supplantés par les sous-marins de la classe Delta-III, tous les Delta-II ont été retirés du service en 1996.

### Delta III - Projet 667BDR « Kalmar »
Ils furent construits à quatorze exemplaires à partir de 1976, six sont en service en 2005 et devraient être retirés d'ici quelques années et remplacés par des unités de types Delta IV et Oscar II. Très similaire au Delta IV, il a été durant une longue période le principal SNLE russe, mais la situation économique de l'ex-URSS rend difficile l'entretien d'une flotte aussi importante (environ 60 unités dans les années 1970) et en vertu des accords START I et II, la marine russe a commencé à les retirer du service.
La classe Delta III a été reconvertie comme sous-marin nucléaire auxiliaire (SSAN)

### Delta IV - Projet 667BDRM «Del'Phin»

Le K-114 Toula en 2011.

En raison de leur forme la marine russe a baptisé cette classe « Del'Phin ». Le Del'Phin (Delta IV) est la classe russe la plus aboutie, héritière des Classes Delta I, II (Murena et Murena M) et Delta III (Kalmar). Ils bénéficient des dernières avancées technologiques, dont une coque métallique non magnétique et transportent des missiles balistiques SS-N-23.
La classe Delta IV fut prévue initialement pour permettre une frappe en cas d'échec des Typhoons. Ils permettent aujourd'hui la mise en retraite (future) des Typhoons. Malgré la chute du régime en 1990, tous les bâtiments furent lancés.
Depuis 1999, la marine remet à niveau ses Delta IV pour les rendre encore opérationnels pour 10 ans et leur permettre un meilleur taux de disponibilité dû au fait que les SNLE russes sont rendus moins nombreux.
Deux nouveaux bâtiments sont actuellement en chantier[Quand ?]. La marine était supposée reprendre possession d'un de ces sous-marins à la fin de 2005, mais en raison de difficultés de paiement la livraison par le chantier naval a été reportée.
Une étude américaine de 1998 déclare qu'une attaque contre les États-Unis impliquant les 64 ogives embarquées sur un Delta IV ferait 6 838 000 victimes sur le coup.

## Comparaison des Delta IV avec les autres SNLE
| Caractéristique                 | Le Triomphant                                                            | Ohio                                                                                    | Delta IV                                                                  | Boreï                                                         | Vanguard                                                                     | Jin                                             |
| ------------------------------- | ------------------------------------------------------------------------ | --------------------------------------------------------------------------------------- | ------------------------------------------------------------------------- | ------------------------------------------------------------- | ---------------------------------------------------------------------------- | ----------------------------------------------- |
| Pays                            | France                                                                   | États-Unis                                                                              | Russie                                                                    | Russie                                                        | Royaume-Uni                                                                  | Chine                                           |
| Mise en service                 | 1997-2010                                                                | 1981-1997                                                                               | 1984-1990                                                                 | 2013-                                                         | 2007 -                                                                       | 2010-                                           |
| Unités construites/à construire | 4/0                                                                      | 18/0                                                                                    | 7/0                                                                       | 4/6                                                           | 4/0                                                                          | 6?/?                                            |
| Longueur                        | 138 m.                                                                   | 170 m.                                                                                  | 166 m.                                                                    | 170 m.                                                        | 149,9 m.                                                                     | 135 m.                                          |
| Diamètre                        | 10,6 × 12,5 m.                                                           | 13 m.                                                                                   | 8,8 × 12,3 m.                                                             | 10 × 13,5 m.                                                  | 12 × 12,8 m.                                                                 | 12,5 m.                                         |
| Déplacement en plongée          | 14 335 t.                                                                | 18 750 t.                                                                               | 18 200 t. ?                                                               | 24 000 t.                                                     | 15 600 t.                                                                    | 11 000 t.                                       |
| Vitesse                         | 25 nœuds (46 km/h)                                                       | 25 nœuds                                                                                | 24 nœuds                                                                  | 30 nœuds                                                      | > 25 nœuds                                                                   | ?                                               |
| Profondeur                      | > 400 m.                                                                 | > 240 m.                                                                                | 320 m.                                                                    | 450 m.                                                        | ?                                                                            | ?                                               |
| Équipage                        | 111                                                                      | 155                                                                                     | ?                                                                         | 107                                                           | 135                                                                          | ?                                               |
| Missiles stratégiques           | 16 missiles M51 96 têtes de 100 kt Portée : 9 000 / 10 000 km            | 24 Trident II avec 12 têtes de 100 kt Portée : 11 300 km                                | 24 Layner (en) avec 4 à 12 têtes de 500/100 kt Portée : 8 000 à 12 000 km | 16 Boulava avec 6 à 10 têtes de 150/100 kt Portée : 10 000 km | uniqut version nucléaire 16 Trident 1 à 8 têtes de 100 kt Portée : 12 000 km | 12 JL-2 1 à 8 têtes de 455 kt Portée : 7 200 km |
| Armement conventionnel          | 4 tubes lance-torpilles 18 torpilles F17 ou missiles anti-navires Exocet | 4 tubes lance-torpilles uniqut version non nucléaire 154 missiles de croisière Tomahawk | 4 tubes lance-torpilles Missiles anti-navires Viyuga 12 armes en tout     | 6 tubes lance-torpilles Missiles anti-navires Viyuga          | 4 tubes lance-torpilles                                                      | ?                                               |

## Liste de navires
- K-18 Karelia
- K-51 Verkhotourié
- K-84 Iekaterinbourg
- K-114 Toula
- K-117 Briansk
- K-407 Novomoskovsk

## Accidents
- Le 20 mars 1993, le K-407 Novomoskovsk est heurté par le SNA américain USS Grayling de classe Sturgeon, qui pistait celui-ci en mer de Barents. Pas de victimes ;
- Le 29 et 30 décembre 2011, Le K-84 Iekaterinbourg a pris feu alors qu'il était en réparations dans un dock à Rosliakovo dans l'oblast de Mourmansk. L'incendie aurait commencé dans les échafaudages assemblés le long du submersible et se serait propagé à la coque externe du sous-marin et ses tuiles anéchoïques [2]. Le sonar est détruit et la réparation durera au moins jusqu'en 2014[3].

## Culture populaire
- Dans le jeu vidéo Crysis Warhead, le but d'une des missions consiste à infiltrer un sous-marin qui est une version cargo expérimentale fictive d'un classe Delta IV.
- Dans le film Le Chant du Loup, le sous-marin mystère est représenté visuellement par un SNLE de classe Delta III, pendant les manœuvres de récupération des commandos. Lorsque l'analyste Chanteraide l'identifie dans les archives comme le Timour III déclassifié (nom fictif), il est alors représenté comme un SNA de classe Victor III.
- Dans le jeu vidéo Grand Theft Auto: Online il est possible d'acheter un sous marin ayant l'aspect visuel d'un Delta IV, se nommant Kosatka